# Ona Meseguer
Ona Meseguer Flaqué (Barcelona, 20 de febrero de 1988) es una exjugadora española de waterpolo.
Fue waterpolista del Centre Natació Mataró e internacional absoluta con la selección española, con la que ha obtenido la medalla de plata en los Juegos Olímpicos de Londres 2012 y los campeonatos Mundiales 2013 y Europeos 2014.
Es hija de Lidia Flaqué y sobrina de Laura Flaqué, ambas pioneras del waterpolo femenino en España.

## Palmarés deportivo
Selección española
- Medalla de oro en el Campeonato de Europa de Budapest 2014
- Medalla de oro en el Campeonato del Mundo de Barcelona 2013
- Medalla de plata en los Juegos Olímpicos de Londres 2012
- Campeona del Torneo Preolímpico de Trieste (2012)
- 5ª en los Campeonatos de Europa Eindhoven (2012)
- 8ª en el Mundial de Roma (2009)
- 4ª en la Superfinal de la Liga Mundial (2009)
- Plata en los Campeonatos de Europa Málaga (2008)
- 4ª en los Campeonatos de Europa Belgrado (2006)

Clubes
- 1 Liga de División de Honor (2009)
- 1 Copa de la Reina (2016)
- 1 LEN Trophy (2016)

## Premios,reconocimientos y distinciones
- Medalla de Bronce de la Real Orden del Mérito Deportivo, otorgada por el Consejo Superior de Deportes (2013)
- Medalla de Plata de la Real Orden del Mérito Deportivo, otorgada por el Consejo Superior de Deportes (2014)